# Ermonela Jaho

Ermonela Jaho, výherkyně Opera Awards v roce 2016

Ermonela Jaho (* 1974, Tirana) je albánská sopranistka.

## Životopis
Narodila se jako jedno z pěti dětí albánského armádního plukovníka. Zpěv začala studovat ve věku šesti let. V roce 1992 absolvovala střední školu umění Jordan Misja v Tiraně a vyhrála pěveckou soutěž, kterou uspořádala italská zpěvačka Katia Ricciarelli. Získala tím stipendium na konzervatoři v Mantově. Brzy poté odjela do Říma, aby se hudebně vzdělávala na Accademia Nazionale di Santa Cecilia. Po dokončení studia uspěla v několika pěveckých soutěžích: v Miláně (1997), v Anconě (1998) a Roveretu (1999). V roce 2000 byla oceněna jako nejlepší pěvkyně na festivalu ve Wexfordu. V lednu 2011 se poprvé objevila na ruských jevištích a její vystoupení zakončilo festival Ruská zima.
Vystupovala po celém světě. Její repertoár zahrnuje mimo jiné tyto role: Violetta v opeře La Traviata, Michaela v Carmen, Mimì v Bohémě a Giulietta v Belliniho opeře Kapuleti a Montekové.
Jejím bydlištěm je Long Island blízko New Yorku, kde žije se svým manželem.